# McGregor (Minnesota)
McGregor ist eine Kleinstadt (mit dem Status „City“) im Aitkin County im US-amerikanischen Bundesstaat Minnesota. Das U.S. Census Bureau hat bei der Volkszählung 2020 eine Einwohnerzahl von 384 ermittelt.

## Geografie
McGregor liegt nordöstlich des geografischen Zentrums von Minnesota auf 46°36′24″ nördlicher Breite und 93°18′50″ westlicher Länge. Der Ort erstreckt sich über 5,46 km².
Benachbarte Orte von McGregor sind Tamarack (14,7 km ostnordöstlich), Aitkin (36,7 km westsüdwestlich) und Palisade (27,8 km nordwestlich).
Die nächstgelegenen größeren Städte sind Minneapolis (196 km südlich), Minnesotas Hauptstadt Saint Paul (217 km südsüdöstlich), Eau Claire in Wisconsin (338 km südöstlich), Duluth am Oberen See (101 km östlich) und Fargo in North Dakota (304 km westlich).
Die Grenze zu Kanada befindet sich 277 km nördlich.

## Verkehr
In McGregor treffen die Minnesota State Routes 65 und 210 zusammen. Alle weiteren Straßen sind untergeordnete und teils unbefestigte Fahrwege sowie innerörtliche Verbindungsstraßen.
In Nordost-Südwest-Richtung verläuft eine Eisenbahnlinie der BNSF Railway durch die Stadt.
In McGregor wird die BNSF-Linie von einer ehemaligen Strecke der SOO Line Railroad gekreuzt, die heute als Rail Trail genutzt werden kann.
Im Norden des Stadtgebiets befindet sich der Isedor Iverson Airport. Der nächste Großflughafen ist der 210 km südlich gelegene Minneapolis-Saint Paul International Airport.

## Demografische Daten
Nach der Volkszählung im Jahr 2010 lebten in McGregor 391 Menschen in 180 Haushalten. Die Bevölkerungsdichte betrug 71,6 Einwohner pro Quadratkilometer. In den 180 Haushalten lebten statistisch je 2,17 Personen.
Ethnisch betrachtet setzte sich die Bevölkerung zusammen aus 95,1 Prozent Weißen, 0,3 Prozent (eine Person) Afroamerikanern, 4,1 Prozent amerikanischen Ureinwohnern sowie 0,3 Prozent (eine Person) aus anderen ethnischen Gruppen; 0,3 Prozent (eine Person) stammten von zwei oder mehr Ethnien ab. Unabhängig von der ethnischen Zugehörigkeit waren 0,5 Prozent der Bevölkerung spanischer oder lateinamerikanischer Abstammung.
23,0 Prozent der Bevölkerung waren unter 18 Jahre alt, 54,2 Prozent waren zwischen 18 und 64 und 22,8 Prozent waren 65 Jahre oder älter. 53,5 Prozent der Bevölkerung war weiblich.

Das mittlere jährliche Einkommen eines Haushalts lag bei 27.222 USD. Das Pro-Kopf-Einkommen betrug 18.764 USD. 19,1 Prozent der Einwohner lebten unterhalb der Armutsgrenze.